# Намибија на Светском првенству у атлетици на отвореном 2017.
Намибија је учествовала на 16. Светском првенству у атлетици на отвореном 2017. одржаном у Лондону од 4. до 13. августа четрнаести пут. Репрезентацију Намибије представљала су 5 учесника (2 мушкарца и 3 жене) који су се такмичили у маратону.,
На овом првенству такмичари Намибије нису освојили ниједну медаљу нити су постигли неки резултат.

## Учесници
| Мушкарци: - Намупала Реонард — Маратон - Paulus Iiyambo — Маратон | Жене: - Хелалија Јоханес — Маратон - Беата Најгамбо — Маратон - Лавинија Хаитопе — Маратон |  |

## Резултати

### Мушкарци
| Атлетичар        | Дисциплина | Лични рекорд | Квалификације | Квалификације | Полуфинале | Полуфинале | Финале      | Финале        | Детаљи |
| Атлетичар        | Дисциплина | Лични рекорд | Резултат      | Место         | Резултат   | Место      | Резултат    | Место         | Детаљи |
| ---------------- | ---------- | ------------ | ------------- | ------------- | ---------- | ---------- | ----------- | ------------- | ------ |
| Намупала Реонард | Маратон    | 2:18:31      |               |               |            |            | 2:18:51 ЛРС | 35 / 71 (100) |        |
| Paulus Iiyambo   | Маратон    | 2:18:16      | 2:19:45       | 37 / 71 (100) |            |            |             |               |        |

### Жене
| Атлетичарка      | Дисциплина | Лични рекорд | Квалификације | Квалификације | Полуфинале | Полуфинале | Финале   | Финале       | Детаљи |
| Атлетичарка      | Дисциплина | Лични рекорд | Резултат      | Место         | Резултат   | Место      | Резултат | Место        | Детаљи |
| ---------------- | ---------- | ------------ | ------------- | ------------- | ---------- | ---------- | -------- | ------------ | ------ |
| Хелалија Јоханес | Маратон    | 2:26:09 НР   |               |               |            |            | 2:32:01  | 19 / 78 (92) |        |
| Беата Најгамбо   | Маратон    | 2:26:57      | 2:37:24       | 30 / 78 (92)  |            |            |          |              |        |
| Лавинија Хаитопе | Маратон    | 2:40:22      | 2:44:02       | 50 / 78 (92)  |            |            |          |              |        |